# 藪孤山
藪 孤山（やぶ こざん、享保20年閏3月27日（1735年5月19日） - 享和2年4月20日（1802年5月21日））は、江戸時代中期の儒学者。肥後国の人。江戸と京都で遊学した後、熊本藩校時習館で教える。第2代時習館教授（学長）。名は愨。字（あざな）は士（子）厚。通称は茂二（次）郎。

## 生まれ
享保20年（1735年）閏3月27日、肥後国飽託郡富尾村（現・熊本県熊本市）生まれ。儒学者・藪慎庵（やぶ しんあん）の次男。

## 藪孤山の思想
朱子学を奉じ、徂徠学(そらいがく)を批判した。

## 編著書
- 『崇孟』[4]
- 『孤山先生遺稿』
- 『凡鳥館詩文集』
- 『祠堂礼大意』[5]